# Лінеамент

Лінеамент (рос. линеамент, англ. lineament, нім. Lineament n) — регіональний, лінійно орієнтований елемент структури і рельєфу земної кори, довжина якого у багато разів перевищує ширину. Встановлюється за геологічними (ланцюжки інтрузій, складок, розривів, геологічні границі) і фізико-географічними (випрямлені хребти, долини, ланцюжки озер) ознаками, добре вираженими на аерокосмічних знімках. Лінеаменти розглядаються як відображення глибинних розломів у земній корі.
Приклади найбільших лінеаментів: лінеамент Карпінського на південному сході Східноєвропейської платформи і її продовження на Туранській плиті; Транссибірська поперечна дислокація.